# Revolta do Drama

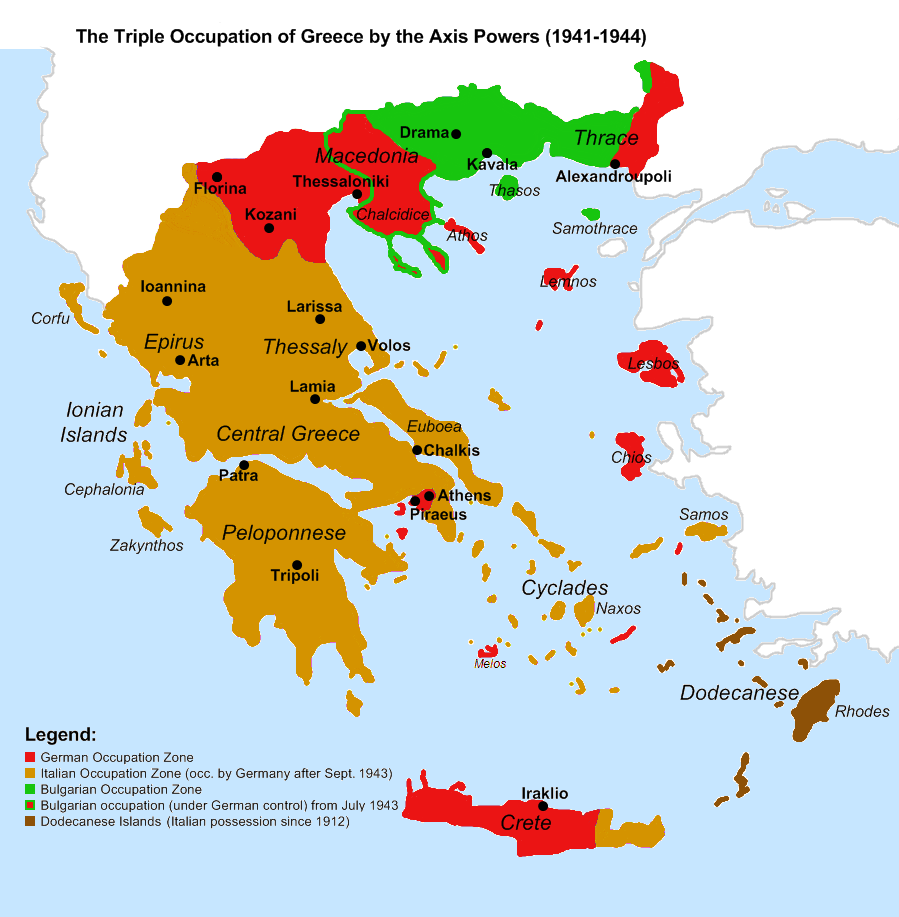
Mapa mostrando as áreas ocupadas pela Bulgária na Grécia (em verde) e a localização de Drama

A Revolta de Drama (em grego: Εξέγερση της Δράμας; búlgaro: Драмско въстание, romanizado: Dramsko vastanie; macedônio: Драмско востание) foi uma revolta da população da cidade de Drama, no norte da Grécia, e das aldeias vizinhas em 28 e 29 de setembro de 1941 contra o regime de ocupação búlgaro. A revolta carecia de organização ou recursos militares; o exército búlgaro rapidamente o suprimiu, com represálias maciças. A revolta teve orientação do Partido Comunista da Grécia (KKE).

## Antecedentes
A invasão da Grécia liderada pela Alemanha em abril de 1941 foi lançada em parte a partir da Bulgária e, em 20 de abril, pouco antes da rendição grega, o I Corpo do Exército Búlgaro cruzou a Grécia e ocupou quase toda a parte nordeste do país a leste do rio Estrimão. As regiões gregas ocupadas pela Bulgária incluíam: Macedônia oriental, incluindo as províncias de Serres e Drama; e a Trácia ocidental, incluindo as províncias de Kavala e Rhodope, e a ilha de Samotrácia. Enquanto Samotrácia foi ocupada pela Bulgária, o restante da prefeitura de Evros, na fronteira terrestre com a Turquia, foi ocupado pelos alemães para evitar qualquer confronto potencial entre a Bulgária e a Turquia. Ao contrário da Alemanha e da Itália em suas respectivas zonas de ocupação, a Bulgária anexou oficialmente os territórios ocupados em 14 de maio de 1941; eles há muito eram alvo do irredentismo búlgaro.
As áreas ocupadas pela Bulgária abrangiam uma população de cerca de 590 000, e entre 14 168 km2 (5 470 milhas quadradas) e 16 682 km2 (6 441 milhas quadradas) de território grego.  Os territórios ocupados tornaram-se parte da Bulgária do ponto de vista administrativo e foram chamados de Província do Egeu (às vezes chamada de Belomorie).   No entanto, os alemães consideraram a anexação búlgara "provisória" até que um tratado de paz fosse assinado no final da guerra, mantiveram o controle sobre as questões de mineração e industriais dentro da área ocupada pela Bulgária e também tiveram ampla influência sobre questões militares, políticas e econômicas dentro de suas fronteiras. A incerteza sobre o futuro dos territórios ocupados pela Bulgária exacerbou as preocupações entre a população e entre as potências do Eixo que ocupam partes da Grécia em relação ao seu futuro.
Nos primeiros meses, as autoridades de ocupação búlgaras tentaram obter o apoio da população local, implantando uma campanha de propaganda substancial, estabelecendo escolas búlgaras e dando comida e leite às crianças gregas. Eles rapidamente perceberam que essa abordagem não daria frutos e, em vez disso, implementaram medidas drásticas para bulgarizar os territórios ocupados. Na Macedônia oriental, os ocupantes fizeram esforços para obter o apoio dos macedônios eslavos e encorajar neles a identificação com uma identidade nacional búlgara. Esta campanha foi parcialmente eficaz, e alguns dos macedônios eslavos da região receberam os búlgaros como libertadores. Na época da ocupação búlgara da Macedônia oriental, a maioria dos macedônios eslavos na região da Macedônia, que incluía partes da Grécia, Iugoslávia, Bulgária e Albânia, tinha fortes sentimentos pró-búlgaros. A campanha de bulgarização nos territórios ocupados viu todos os funcionários públicos gregos em quase todos os níveis deportados. Foi proibida a utilização da língua grega, e os nomes das cidades e lugares foram alterados para as formas tradicionais da língua búlgara. Além disso, o governo búlgaro tentou alterar a composição étnica da região, expropriando terras e casas dos gregos em favor dos colonos búlgaros, e pela introdução de trabalho forçado e de restrições econômicas para os gregos em um esforço para forçá-los a migrar.
A partir do verão de 1941, com o aparecimento dos primeiros grupos de guerrilheiros comunistas, eles apelaram aos eslavos macedônios para se juntarem à resistência. Com a capitulação da Itália em 1943 e as vitórias soviéticas sobre a Alemanha nazista mais macedônios eslavos começaram a apoiar as forças de resistência lideradas pelo Partido Comunista da Grécia (KKE).

## Prelúdio
Imediatamente antes do levante, notou-se a atividade do professor Thanasis Genios da aldeia de Irakleia, que mais tarde ficou conhecido como comissário da 11ª divisão do ELAS sob o nome de "Lasanis". Em agosto de 1941, ele apareceu como o líder do destacamento partidário "Odysseus Andruzos", no Monte Kerdilia. Enquanto estava em Kilkis, outro grupo apareceu sob o nome de "Athanasios Diakos". O destacamento "Odysseus Andruzos" realizou ataques de sabotagem contra delegacias de polícia nas aldeias de Efkarpia e Mavrothalassa. Uma segunda grande operação foi realizada em 22 de setembro de 1941, quando um comboio alemão foi atacado perto da cidade de Lachanas. Isso foi seguido por uma forte resposta das forças alemãs, devido à qual os destacamentos quase se dispersaram.
Sua restauração ocorreu quase paralelamente à ocupação desse território. Assim, por iniciativa de Apostolos Tzanis, Paraskevas Drakos, Arampatzis e Lambros Mazarakis, os irmãos Petros e Argyris Krokos, Petros Pastourmatzis, Gjorgji Bonchev, Nikolaidis, Atanas Karamurogi e outros. O Comitê de Drama da CPG logo começou a publicar e distribuir o jornal clandestino "Neos Dromos" em grego, enquanto panfletos eram ocasionalmente publicados em eslavo macedônio também.
Em 20 de agosto de 1941, o discurso de Petros Pastourmatzis (nome de guerra: Kitsos), foi gravado no primeiro plenário do Partido Comunista da Grécia - Comitê Distrital para a região do Drama, onde ele informou que já estava formado um quartel-general que precisava de combatentes que não tinham famílias por conta própria. De acordo com o testemunho de um dos participantes desta revolta, Gjorgji Bonchev, do quartel-general dos guerrilheiros no Monte Makros, foi dada uma ordem para lançar ataques aos prédios do município, delegacias de polícia e objetos do exército para paralisar o ocupante. A data marcada para o início dessas ações foi a noite entre 28 e 29 de setembro de 1941 às 23h00.

## Revolta
Nessa situação, uma revolta eclodiu em 28 de setembro de 1941 sob a orientação do Partido Comunista da Grécia. A revolta eclodiu inicialmente em Doxato, onde gregos locais atacaram a delegacia de polícia e mataram seis ou sete policiais búlgaros. Em outra aldeia, Choristi, um segundo grupo foi recrutado e transferido para as montanhas. Paralelamente aos acontecimentos em Doxato, o grupo de Prosotsani atacou o município com 9 combatentes, a divisão policial com 20 combatentes e a guarnição do exército com os 18 combatentes restantes. Na manhã seguinte de 29 de setembro, na cidade de Prosotsani, foi declarado um governo popular. Gjorgji Bonchev dirigiu-se a este comício em eslavo local enquanto a proclamação da revolta em grego foi lida por Antonios Nikolaidis.

## Represálias

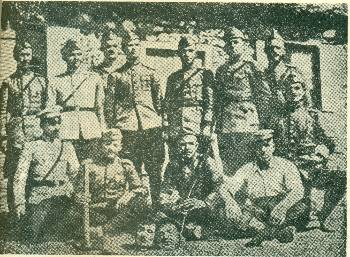
Soldados búlgaros exibindo suas vítimas decapitadas

A revolta foi brutalmente reprimida pelas autoridades de ocupação búlgaras. No dia seguinte, 29 de setembro, todos os líderes foram mortos em batalha ou em sua tentativa de escapar para a zona de ocupação alemã.  No entanto, as retaliações búlgaras não se limitaram aos rebeldes.  As tropas búlgaras entraram em Drama e outras cidades rebeldes para suprimir a revolta e apreenderam todos os homens entre 18 e 45 anos. Eles teriam executado entre 360 e 500 pessoas apenas em Drama.  De acordo com os relatórios militares búlgaros, até 1 600 gregos foram mortos no levante e nas semanas que se seguiram - mas fontes gregas afirmam milhares de vítimas civis.  A maioria dos membros do Partido Comunista da Grécia foi massacrada pelos búlgaros, exceto por um membro.  Nas aldeias de Doxato e Coristi, um total de 485 homens foram executados em 29 de setembro.

Os principais comandantes e atores desses massacres são a polícia e os militares búlgaros, coronel Mihailov, major Pecev, bem como o comandante da polícia, Stefan Magelanski. Os massacres precipitaram um êxodo de gregos da Bulgária para a zona de ocupação alemã na Macedônia Central. As represálias búlgaras continuaram após a repressão do levante, aumentando a torrente de refugiados. Aldeias foram destruídas por abrigar "guerrilheiros" que eram na verdade apenas os sobreviventes de aldeias anteriormente destruídas. O terror e a fome tornaram-se tão graves que o governo de Atenas considerou planos para evacuar toda a população para a Grécia ocupada pelos alemães.